# N 03
Die N 03 (kyrillisch Н 03) ist eine Fernstraße „nationaler Bedeutung“ in der Ukraine. Sie führt von Schytomyr in südwestliche Richtung über Tschudniw, Ljubar, Starokostjantyniw, Chmelnyzkyj, Jarmolynzi, Dunajiwzi, Kamjanez-Podilskyj und Chotyn nach Czernowitz.

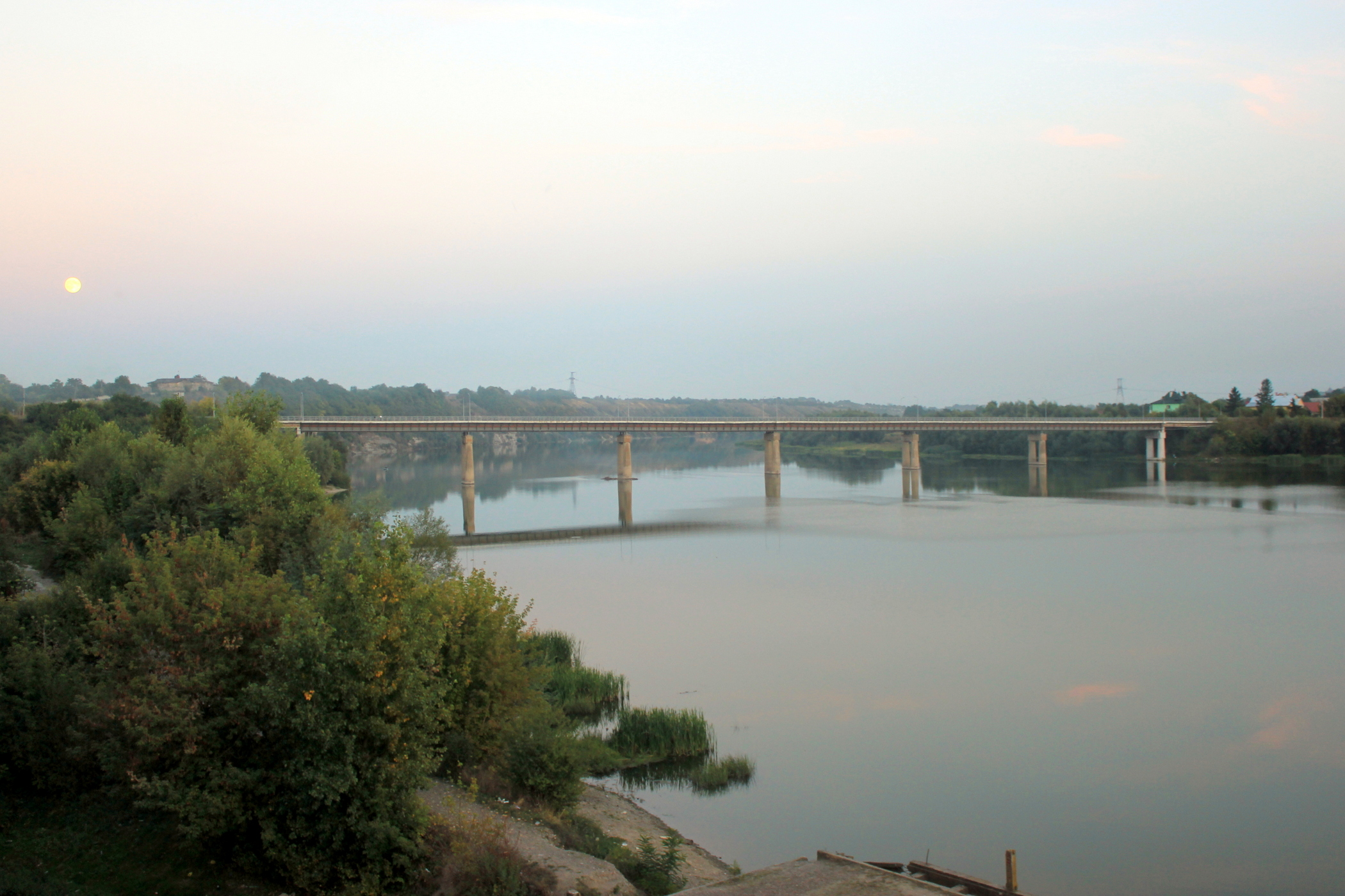
Brücke der N 03 über den Dnister bei Chotyn

## Verlauf
- Schytomyr
- Wyssoka Pitsch
- Tschudniw
- Ljubar
- Staryj Ostropil
- Serbyniwka
- Starokostjantyniw
- Chmelnyzkyj
- Jarmolynzi
- Dunajiwzi
- Makiw
- Kamjanez-Podilskyj
- Schwanez
- Chotyn
- Nedobojiwzi
- Dyniwzi
- Mahala
- Czernowitz